# 2019년 영화
다음은 2019년 영화에 대한 정보이다. 이 해에 개봉된 영화와 주요 박스오피스, 영화제 등을 기재한다.

## 박스오피스
2019년 내에 개봉된 영화를 대상으로 한 전 세계 박스오피스 순위는 다음과 같다.
| 순위 | 제목                             | 배급사        | 전 세계 수익   |
| ---- | -------------------------------- | ------------- | -------------- |
| 1    | 어벤져스: 엔드게임               | 디즈니        | $2,798,800,564 |
| 2    | 라이온 킹                        | 디즈니        | $1,663,943,394 |
| 3    | 겨울왕국 2                       | 디즈니        | $1,450,026,933 |
| 4    | 스파이더맨: 파 프롬 홈           | 소니          | $1,132,927,996 |
| 5    | 캡틴 마블                        | 디즈니        | $1,128,462,972 |
| 6    | 조커                             | 워너 브라더스 | $1,074,251,311 |
| 7    | 스타워즈: 라이즈 오브 스카이워커 | 디즈니        | $1,074,144,248 |
| 8    | 토이 스토리 4                    | 디즈니        | $1,073,394,593 |
| 9    | 알라딘                           | 디즈니        | $1,051,693,953 |
| 10   | 쥬만지: 넥스트 레벨              | 소니          | $800,159,707   |

《어벤져스: 엔드게임》이 전세계 흥행수익 20억 달러를 돌파한 다섯 번째 영화가 되었으며, 역사상 가장 많은 수익을 거둔 영화로 등극하였다. 그밖에 10억 달러를 돌파한 영화로 《라이온 킹》, 《겨울왕국 2》, 《스파이더맨: 파 프롬 홈》, 《캡틴 마블》, 《토이 스토리 4》, 《조커》, 《알라딘》, 《스타워즈: 라이즈 오브 스카이워커》가 나왔다. 이 중에서 라이온 킹, 겨울왕국 2, 토이 스토리 4의 경우 역대 애니메이션 영화 매출 순위에서 각각 1위, 2위, 6위를 기록하였다. 조커는 R등급 (청소년 관람불가) 영화로는 처음으로 10억 달러를 돌파하였다.

### 대한민국
2019년 대한민국 내에서 개봉한 영화를 대상으로 한 대한민국 박스오피스 순위이다. 위쪽 순위와는 달리 대한민국 개봉일 기준으로 2019년 내에 개봉한 영화를 등재하며, 기준일은 1월 1일부터 12월 31일까지다.
《극한직업》, 《어벤져스: 엔드게임》, 《알라딘》, 《기생충》, 《겨울왕국 2》가 천만 관객 돌파 영화에 등극했다. <극한직업>은 총관객 1626만 여 명을 동원하여 역대 두번째로 관객수를 많이 동원한 영화에 등극하였다. 지난해 천만 영화 <어벤져스: 인피니티 워>의 속편인 <어벤져스: 엔드게임>은 총관객 1393만 여명이라는 기록을 세웠고, 실사영화 <알라딘>이 1200만 명대로 그 뒤를 이었다. 한국 영화 최초로 칸 영화제 황금종려상을 수상한 작품 <기생충> 역시 1000만 명을 돌파하였고, <겨울왕국 2> 역시 1336만 여명을 동원하여 대한민국 역대 최고 흥행 애니메이션 영화가 되었다.
| 순위 | 제목                   | 매출액 (원)     | 관객수 (명) |
| ---- | ---------------------- | --------------- | ----------- |
| 1    | 극한직업               | 139,647,439,516 | 16,264,806  |
| 2    | 어벤져스: 엔드게임     | 122,182,694,160 | 13,934,592  |
| 3    | 겨울왕국 2             | 111,596,297,720 | 13,369,070  |
| 4    | 알라딘                 | 106,955,138,359 | 12,552,283  |
| 5    | 기생충                 | 85,883,963,645  | 10,085,275  |
| 6    | 엑시트                 | 79,232,012,162  | 9,426,011   |
| 7    | 스파이더맨: 파 프롬 홈 | 69,010,000,100  | 8,021,145   |
| 8    | 백두산                 | 52,908,397,770  | 6,290,766   |
| 9    | 캡틴 마블              | 51,507,488,723  | 5,802,810   |
| 10   | 조커                   | 45,381,075,450  | 5,247,874   |

## 이벤트
영화상
- 1월 6일 : 제76회 골든 글로브상
- 1월 13일 : 제24회 크리틱스 초이스 어워드
- 1월 27일 : 제25회 미국 배우 조합상
- 2월 11일 : 제72회 영국 아카데미상
- 2월 22일 : 제44회 세자르상
- 2월 24일 : 제91회 아카데미상
- 5월 1일 : 제55회 백상예술대상
- 11월 21일 : 제40회 청룡영화상
- 12월 7일 : 제32회 유럽 영화상

영화제
- 1분기
  - 1월 24일 ~ 2월 3일 : 2019 선댄스 영화제
  - 2월 7일 ~ 17일 : 제69회 베를린 영화제
  - 3월 8일 ~ 16일 : 2019 SXSW 영화제

- 2분기
  - 4월 24일 ~ 5월 5일 : 제18회 트라이베카 영화제
  - 5월 2일 ~ 11일 : 제20회 전주국제영화제
  - 5월 14일 ~ 25일 : 제72회 칸 영화제
  - 6월 5일 ~ 9일 : 제7회 무주산골영화제
  - 6월 27일 ~ 7월 7일 : 제23회 부천 국제 판타스틱 영화제

- 3분기
  - 8월 8일 ~ 13일 : 제15회 제천국제음악영화제
  - 8월 28일 ~ 9월 7일 : 제76회 베네치아 영화제
  - 8월 30일 ~ 9월 2일 : 제46회 텔류라이드 영화제
  - 9월 5일 ~ 9월 15일 : 제44회 토론토 영화제
  - 9월 27일 ~ 10월 13일 : 제57회 뉴욕 영화제

- 4분기
  - 10월 2일 ~ 13일 : 제63회 BFI 런던 영화제
  - 10월 3일 ~ 12일 : 제24회 부산국제영화제
  - 10월 28일 ~ 11월 5일 : 제32회 도쿄국제영화제
  - 11월 14일 ~ 21일 : 2019 AFI 페스트

## 2019년 개봉작

### 외국 영화
국내 영화가 아닌 수입 영화들의 목록이다. 개봉일은 역시 대한민국 기준이며, 대한민국 내에서 개봉한 영화들만을 다룬다. 국내 개봉과 상관없이 전세계에서 2019년에 개봉된 영화를 보고 싶다면 관련 분류를 참고.

## 같이 보기
- 2019년 대한민국의 영화 목록